# Anolis petersii
Anolis petersii (аноліс Петерса) — вид ігуаноподібних ящірок родини анолісових (Dactyloidae). Мешкає в Мексиці і Центральній Америці.

## Поширення і екологія
Аноліси Петерса мешкають на півдні Мексики, в Гватемалі та на крайньому заході Гондурасу. Вони живуть у вологих тропічних і субтропічних лісах, часто поблизу струмків. Зустрічаються на висоті від 200 до 2130 м над рівнем моря.

## Збереження
МСОП класифікує стан збереження цього виду як близький до загрозливого. Anolis petersii загрожує знищення природного середовища.